# Paul I van Griekenland
Paul I, Koning der Hellenen (Grieks: Παύλος, Βασιλεύς των Ελλήνων, Pávlos, Vasileús tōn Ellēnōn, Paul Alfa - de eerste -, Koning der Grieken) (Athene, 14 december 1901 - Paleis Tatoi, 6 maart 1964) regeerde van 1947 tot zijn dood in 1964.

## Biografie

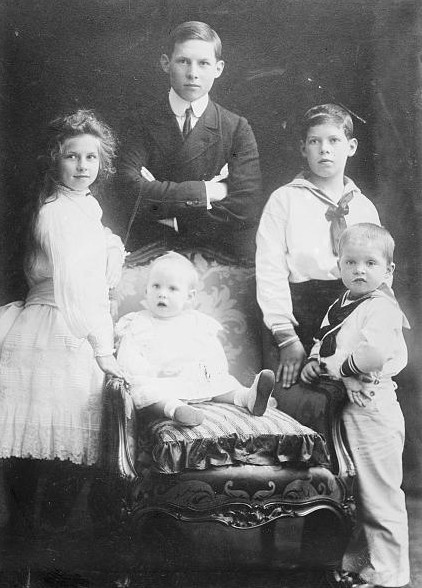
De kinderen van Constantijn I: de latere Paul I is de eerste van rechts op de foto ...

Paul werd geboren in 1901 als jongste zoon van koning Constantijn I. Hij besteeg de Griekse troon in 1947, nadat zijn broer George II kinderloos gestorven was. Toen hij koning werd, was zijn land verwikkeld in een burgeroorlog, die veel menselijk leed aanrichtte. Ook na de burgeroorlog had het land te kampen met grote problemen: veel huizen waren verwoest, het vee weggevoerd, een verbitterde verdeeldheid heerste onder de bevolking. Het koningspaar spande zich hard in om de door de burgeroorlog verslechterde leefomstandigheden te verbeteren.
Maar het eigenzinnige en heerszuchtige karakter van koningin Frederika maakte haar niet geliefd bij haar onderdanen. Zij was een kleindochter van de Duitse keizer Wilhelm II en tijdens de Tweede Wereldoorlog werd zij verdacht van enige nazi-sympathieën. Koning Paul daarentegen was een eerlijk en beminnelijk man, maar rond 1950 werd het duidelijk dat hij volledig door zijn bemoeizieke vrouw werd gedomineerd. Ze hield zich persoonlijk met staatszaken bezig, en kreeg het herhaaldelijk aan de stok met verschillende eerste ministers. Zelfs de meest overtuigde royalisten bracht zij tot republikeinse ideeën.
De laatste jaren van zijn leven was Paul I zich voornamelijk met theologie en filosofie gaan bezighouden. Hij schreef zelfs een boek over Plato. Toen hij in 1964 overleed en opgevolgd werd door zijn 24-jarige zoon Constantijn, was de populariteit van het Griekse koningshuis tot een dieptepunt weggezakt.

## Huwelijk
Op 9 januari 1938 trad Paul in Athene in het huwelijk met de vijftien jaar jongere prinses Frederika van Brunswijk, dochter van Ernst August van Brunswijk. Het koningspaar had drie kinderen:
- Sophia (2 november 1938), gehuwd met Juan Carlos I van Spanje
- Constantijn II (2 juni 1940 – 10 januari 2023), koning der Hellenen, gehuwd met Anne Marie van Denemarken
- Irene (11 mei 1942)

## Kwartierstaat (voorouders)
| Christiaan IX van Denemarken (1818-1906) | Christiaan IX van Denemarken (1818-1906) | Christiaan IX van Denemarken (1818-1906) | Christiaan IX van Denemarken (1818-1906) | Christiaan IX van Denemarken (1818-1906) | Christiaan IX van Denemarken (1818-1906) | Louise van Hessen-Kassel (1817-1898)  | Louise van Hessen-Kassel (1817-1898)  | Louise van Hessen-Kassel (1817-1898)  | Louise van Hessen-Kassel (1817-1898)  | Louise van Hessen-Kassel (1817-1898)      | Louise van Hessen-Kassel (1817-1898)      |                                           |                                           | Constantijn Nikolajevitsj van Rusland (1827-1892) | Constantijn Nikolajevitsj van Rusland (1827-1892) | Constantijn Nikolajevitsj van Rusland (1827-1892) | Constantijn Nikolajevitsj van Rusland (1827-1892) | Constantijn Nikolajevitsj van Rusland (1827-1892) | Constantijn Nikolajevitsj van Rusland (1827-1892) | Alexandra van Saksen-Altenburg (1830-1911)  | Alexandra van Saksen-Altenburg (1830-1911)  | Alexandra van Saksen-Altenburg (1830-1911) | Alexandra van Saksen-Altenburg (1830-1911) | Alexandra van Saksen-Altenburg (1830-1911) | Alexandra van Saksen-Altenburg (1830-1911) |  |  | Wilhelm I van Duitsland (1797-1888) | Wilhelm I van Duitsland (1797-1888) | Wilhelm I van Duitsland (1797-1888) | Wilhelm I van Duitsland (1797-1888) | Wilhelm I van Duitsland (1797-1888)    | Wilhelm I van Duitsland (1797-1888)    | Augusta van Saksen-Weimar-Eisenach (1811-1890) | Augusta van Saksen-Weimar-Eisenach (1811-1890) | Augusta van Saksen-Weimar-Eisenach (1811-1890) | Augusta van Saksen-Weimar-Eisenach (1811-1890) | Augusta van Saksen-Weimar-Eisenach (1811-1890) | Augusta van Saksen-Weimar-Eisenach (1811-1890) |                                   |                                   | Albert van Saksen-Coburg en Gotha (1819-1861) | Albert van Saksen-Coburg en Gotha (1819-1861) | Albert van Saksen-Coburg en Gotha (1819-1861)   | Albert van Saksen-Coburg en Gotha (1819-1861)   | Albert van Saksen-Coburg en Gotha (1819-1861)   | Albert van Saksen-Coburg en Gotha (1819-1861)   | Victoria van het Verenigd Koninkrijk (1819-1901) | Victoria van het Verenigd Koninkrijk (1819-1901) | Victoria van het Verenigd Koninkrijk (1819-1901) | Victoria van het Verenigd Koninkrijk (1819-1901) | Victoria van het Verenigd Koninkrijk (1819-1901) | Victoria van het Verenigd Koninkrijk (1819-1901) |  |  |  |  |  |  |  |  |  |  |  |  |  |  |  |  |  |  |  |  |  |  |  |  |  |  |  |  |  |  |  |  |  |  |  |  |  |  |  |  |  |  |  |  |  |  |  |  |
| Christiaan IX van Denemarken (1818-1906) | Christiaan IX van Denemarken (1818-1906) | Christiaan IX van Denemarken (1818-1906) | Christiaan IX van Denemarken (1818-1906) | Christiaan IX van Denemarken (1818-1906) | Christiaan IX van Denemarken (1818-1906) | Louise van Hessen-Kassel (1817-1898)  | Louise van Hessen-Kassel (1817-1898)  | Louise van Hessen-Kassel (1817-1898)  | Louise van Hessen-Kassel (1817-1898)  | Louise van Hessen-Kassel (1817-1898)      | Louise van Hessen-Kassel (1817-1898)      |                                           |                                           | Constantijn Nikolajevitsj van Rusland (1827-1892) | Constantijn Nikolajevitsj van Rusland (1827-1892) | Constantijn Nikolajevitsj van Rusland (1827-1892) | Constantijn Nikolajevitsj van Rusland (1827-1892) | Constantijn Nikolajevitsj van Rusland (1827-1892) | Constantijn Nikolajevitsj van Rusland (1827-1892) | Alexandra van Saksen-Altenburg (1830-1911)  | Alexandra van Saksen-Altenburg (1830-1911)  | Alexandra van Saksen-Altenburg (1830-1911) | Alexandra van Saksen-Altenburg (1830-1911) | Alexandra van Saksen-Altenburg (1830-1911) | Alexandra van Saksen-Altenburg (1830-1911) |  |  | Wilhelm I van Duitsland (1797-1888) | Wilhelm I van Duitsland (1797-1888) | Wilhelm I van Duitsland (1797-1888) | Wilhelm I van Duitsland (1797-1888) | Wilhelm I van Duitsland (1797-1888)    | Wilhelm I van Duitsland (1797-1888)    | Augusta van Saksen-Weimar-Eisenach (1811-1890) | Augusta van Saksen-Weimar-Eisenach (1811-1890) | Augusta van Saksen-Weimar-Eisenach (1811-1890) | Augusta van Saksen-Weimar-Eisenach (1811-1890) | Augusta van Saksen-Weimar-Eisenach (1811-1890) | Augusta van Saksen-Weimar-Eisenach (1811-1890) |                                   |                                   | Albert van Saksen-Coburg en Gotha (1819-1861) | Albert van Saksen-Coburg en Gotha (1819-1861) | Albert van Saksen-Coburg en Gotha (1819-1861)   | Albert van Saksen-Coburg en Gotha (1819-1861)   | Albert van Saksen-Coburg en Gotha (1819-1861)   | Albert van Saksen-Coburg en Gotha (1819-1861)   | Victoria van het Verenigd Koninkrijk (1819-1901) | Victoria van het Verenigd Koninkrijk (1819-1901) | Victoria van het Verenigd Koninkrijk (1819-1901) | Victoria van het Verenigd Koninkrijk (1819-1901) | Victoria van het Verenigd Koninkrijk (1819-1901) | Victoria van het Verenigd Koninkrijk (1819-1901) |  |  |  |  |  |  |  |  |  |  |  |  |  |  |  |  |  |  |  |  |  |  |  |  |  |  |  |  |  |  |  |  |  |  |  |  |  |  |  |  |  |  |  |  |  |  |  |  |
|                                          |                                          |                                          |                                          |                                          |                                          |                                       |                                       |                                       |                                       |                                           |                                           |                                           |                                           |                                                   |                                                   |                                                   |                                                   |                                                   |                                                   |                                             |                                             |                                            |                                            |                                            |                                            |  |  |                                     |                                     |                                     |                                     |                                        |                                        |                                                |                                                |                                                |                                                |                                                |                                                |                                   |                                   |                                               |                                               |                                                 |                                                 |                                                 |                                                 |                                                  |                                                  |                                                  |                                                  |                                                  |                                                  |  |  |  |  |  |  |  |  |  |  |  |  |  |  |  |  |  |  |  |  |  |  |  |  |  |  |  |  |  |  |  |  |  |  |  |  |  |  |  |  |  |  |  |  |  |  |  |  |
|                                          |                                          |                                          |                                          | George I van Griekenland (1845-1913)     | George I van Griekenland (1845-1913)     | George I van Griekenland (1845-1913)  | George I van Griekenland (1845-1913)  | George I van Griekenland (1845-1913)  | George I van Griekenland (1845-1913)  |                                           |                                           |                                           |                                           |                                                   |                                                   | Olga Konstantinovna van Rusland (1851-1926)       | Olga Konstantinovna van Rusland (1851-1926)       | Olga Konstantinovna van Rusland (1851-1926)       | Olga Konstantinovna van Rusland (1851-1926)       | Olga Konstantinovna van Rusland (1851-1926) | Olga Konstantinovna van Rusland (1851-1926) |                                            |                                            |                                            |                                            |  |  |                                     |                                     |                                     |                                     | Frederik III van Duitsland (1831-1888) | Frederik III van Duitsland (1831-1888) | Frederik III van Duitsland (1831-1888)         | Frederik III van Duitsland (1831-1888)         | Frederik III van Duitsland (1831-1888)         | Frederik III van Duitsland (1831-1888)         |                                                |                                                |                                   |                                   |                                               |                                               | Victoria van Saksen-Coburg en Gotha (1840-1901) | Victoria van Saksen-Coburg en Gotha (1840-1901) | Victoria van Saksen-Coburg en Gotha (1840-1901) | Victoria van Saksen-Coburg en Gotha (1840-1901) | Victoria van Saksen-Coburg en Gotha (1840-1901)  | Victoria van Saksen-Coburg en Gotha (1840-1901)  |                                                  |                                                  |                                                  |                                                  |  |  |  |  |  |  |  |  |  |  |  |  |  |  |  |  |  |  |  |  |  |  |  |  |  |  |  |  |  |  |  |  |  |  |  |  |  |  |  |  |  |  |  |  |  |  |  |  |
|                                          |                                          |                                          |                                          | George I van Griekenland (1845-1913)     | George I van Griekenland (1845-1913)     | George I van Griekenland (1845-1913)  | George I van Griekenland (1845-1913)  | George I van Griekenland (1845-1913)  | George I van Griekenland (1845-1913)  |                                           |                                           |                                           |                                           |                                                   |                                                   | Olga Konstantinovna van Rusland (1851-1926)       | Olga Konstantinovna van Rusland (1851-1926)       | Olga Konstantinovna van Rusland (1851-1926)       | Olga Konstantinovna van Rusland (1851-1926)       | Olga Konstantinovna van Rusland (1851-1926) | Olga Konstantinovna van Rusland (1851-1926) |                                            |                                            |                                            |                                            |  |  |                                     |                                     |                                     |                                     | Frederik III van Duitsland (1831-1888) | Frederik III van Duitsland (1831-1888) | Frederik III van Duitsland (1831-1888)         | Frederik III van Duitsland (1831-1888)         | Frederik III van Duitsland (1831-1888)         | Frederik III van Duitsland (1831-1888)         |                                                |                                                |                                   |                                   |                                               |                                               | Victoria van Saksen-Coburg en Gotha (1840-1901) | Victoria van Saksen-Coburg en Gotha (1840-1901) | Victoria van Saksen-Coburg en Gotha (1840-1901) | Victoria van Saksen-Coburg en Gotha (1840-1901) | Victoria van Saksen-Coburg en Gotha (1840-1901)  | Victoria van Saksen-Coburg en Gotha (1840-1901)  |                                                  |                                                  |                                                  |                                                  |  |  |  |  |  |  |  |  |  |  |  |  |  |  |  |  |  |  |  |  |  |  |  |  |  |  |  |  |  |  |  |  |  |  |  |  |  |  |  |  |  |  |  |  |  |  |  |  |
|                                          |                                          |                                          |                                          |                                          |                                          |                                       |                                       |                                       |                                       | Constantijn I van Griekenland (1868-1923) | Constantijn I van Griekenland (1868-1923) | Constantijn I van Griekenland (1868-1923) | Constantijn I van Griekenland (1868-1923) | Constantijn I van Griekenland (1868-1923)         | Constantijn I van Griekenland (1868-1923)         |                                                   |                                                   |                                                   |                                                   |                                             |                                             |                                            |                                            |                                            |                                            |  |  |                                     |                                     |                                     |                                     |                                        |                                        |                                                |                                                |                                                |                                                | Sophie van Pruisen (1870-1932)                 | Sophie van Pruisen (1870-1932)                 | Sophie van Pruisen (1870-1932)    | Sophie van Pruisen (1870-1932)    | Sophie van Pruisen (1870-1932)                | Sophie van Pruisen (1870-1932)                |                                                 |                                                 |                                                 |                                                 |                                                  |                                                  |                                                  |                                                  |                                                  |                                                  |  |  |  |  |  |  |  |  |  |  |  |  |  |  |  |  |  |  |  |  |  |  |  |  |  |  |  |  |  |  |  |  |  |  |  |  |  |  |  |  |  |  |  |  |  |  |  |  |
|                                          |                                          |                                          |                                          |                                          |                                          |                                       |                                       |                                       |                                       | Constantijn I van Griekenland (1868-1923) | Constantijn I van Griekenland (1868-1923) | Constantijn I van Griekenland (1868-1923) | Constantijn I van Griekenland (1868-1923) | Constantijn I van Griekenland (1868-1923)         | Constantijn I van Griekenland (1868-1923)         |                                                   |                                                   |                                                   |                                                   |                                             |                                             |                                            |                                            |                                            |                                            |  |  |                                     |                                     |                                     |                                     |                                        |                                        |                                                |                                                |                                                |                                                | Sophie van Pruisen (1870-1932)                 | Sophie van Pruisen (1870-1932)                 | Sophie van Pruisen (1870-1932)    | Sophie van Pruisen (1870-1932)    | Sophie van Pruisen (1870-1932)                | Sophie van Pruisen (1870-1932)                |                                                 |                                                 |                                                 |                                                 |                                                  |                                                  |                                                  |                                                  |                                                  |                                                  |  |  |  |  |  |  |  |  |  |  |  |  |  |  |  |  |  |  |  |  |  |  |  |  |  |  |  |  |  |  |  |  |  |  |  |  |  |  |  |  |  |  |  |  |  |  |  |  |
|                                          |                                          |                                          |                                          |                                          |                                          |                                       |                                       |                                       |                                       |                                           |                                           |                                           |                                           |                                                   |                                                   |                                                   |                                                   |                                                   |                                                   |                                             |                                             |                                            |                                            |                                            |                                            |  |  |                                     |                                     |                                     |                                     |                                        |                                        |                                                |                                                |                                                |                                                |                                                |                                                |                                   |                                   |                                               |                                               |                                                 |                                                 |                                                 |                                                 |                                                  |                                                  |                                                  |                                                  |                                                  |                                                  |  |  |  |  |  |  |  |  |  |  |  |  |  |  |  |  |  |  |  |  |  |  |  |  |  |  |  |  |  |  |  |  |  |  |  |  |  |  |  |  |  |  |  |  |  |  |  |  |
|                                          |                                          |                                          |                                          |                                          |                                          |                                       |                                       |                                       |                                       |                                           |                                           |                                           |                                           |                                                   |                                                   |                                                   |                                                   |                                                   |                                                   |                                             |                                             |                                            |                                            |                                            |                                            |  |  |                                     |                                     |                                     |                                     |                                        |                                        |                                                |                                                |                                                |                                                |                                                |                                                |                                   |                                   |                                               |                                               |                                                 |                                                 |                                                 |                                                 |                                                  |                                                  |                                                  |                                                  |                                                  |                                                  |  |  |  |  |  |  |  |  |  |  |  |  |  |  |  |  |  |  |  |  |  |  |  |  |  |  |  |  |  |  |  |  |  |  |  |  |  |  |  |  |  |  |  |  |  |  |  |  |
|                                          |                                          |                                          |                                          | George II van Griekenland (1890-1947)    | George II van Griekenland (1890-1947)    | George II van Griekenland (1890-1947) | George II van Griekenland (1890-1947) | George II van Griekenland (1890-1947) | George II van Griekenland (1890-1947) |                                           |                                           | Alexander I van Griekenland (1893-1920)   | Alexander I van Griekenland (1893-1920)   | Alexander I van Griekenland (1893-1920)           | Alexander I van Griekenland (1893-1920)           | Alexander I van Griekenland (1893-1920)           | Alexander I van Griekenland (1893-1920)           |                                                   |                                                   | Helena van Griekenland (1896-1982)          | Helena van Griekenland (1896-1982)          | Helena van Griekenland (1896-1982)         | Helena van Griekenland (1896-1982)         | Helena van Griekenland (1896-1982)         | Helena van Griekenland (1896-1982)         |  |  | Paul I van Griekenland (1901-1964)  | Paul I van Griekenland (1901-1964)  | Paul I van Griekenland (1901-1964)  | Paul I van Griekenland (1901-1964)  | Paul I van Griekenland (1901-1964)     | Paul I van Griekenland (1901-1964)     |                                                |                                                | Irene van Griekenland (1904-1974)              | Irene van Griekenland (1904-1974)              | Irene van Griekenland (1904-1974)              | Irene van Griekenland (1904-1974)              | Irene van Griekenland (1904-1974) | Irene van Griekenland (1904-1974) |                                               |                                               | Catharina van Griekenland (1913-2007)           | Catharina van Griekenland (1913-2007)           | Catharina van Griekenland (1913-2007)           | Catharina van Griekenland (1913-2007)           | Catharina van Griekenland (1913-2007)            | Catharina van Griekenland (1913-2007)            |                                                  |                                                  |                                                  |                                                  |  |  |  |  |  |  |  |  |  |  |  |  |  |  |  |  |  |  |  |  |  |  |  |  |  |  |  |  |  |  |  |  |  |  |  |  |  |  |  |  |  |  |  |  |  |  |  |  |